# Spagettiszüret
A spagettiszüretről szóló film az angol BBC által készített és közvetített áprilisi tréfa volt; a televíziózás történetének legelső áprilisi tréfája. Az 1957. április 1-jén bemutatott áldokumentumfilmben a nézők azt láthatták, hogy dél-európai gazdálkodók fákról szüretelik a növényként termő spagettit. Az angolok körében akkoriban a spagetti még különlegességnek számított, így nagyon sokan elhitték a film állításait.

## A film készítése
Az ötlet Charles de Jaeger operatőrtől származott, aki iskolásként többször hallotta egyik tanárától: „Olyan hülyék vagytok, hogy azt is elhinnétek, a spagetti fán terem!” Elhatározta, hogy egy áldokumentumfilmet készít ebben a témában, és 1957 márciusában Svájcba utazott, ahol leforgatta a ticinói spagettiszüretet bemutató háromperces filmet. Tíz kiló megpuhított spagettit aggattak a fákra, majd népviseletbe öltözött fiatalok leszüretelték a szálakat, megszárították a napon, végül a sikeres szüret örömére lakomát rendeztek.
A film kitért a termesztés egyes sajátosságaira is, szó esett például a spagettizsizsikről, vagy a háztáji és nagyüzemi termesztés közötti különbségekről.
A filmet 1957. április 1-jén vetítették le a BBC Panorama című, közéleti aktualitásokkal foglalkozó műsorában, és nyolcmillió nézője volt.

## Hatása
Az 1950-es években az angolok körében az olasz tészták még egzotikumnak számítottak; spagettivel legfeljebb előre elkészítve, konzervben találkoztak, származásáról nem volt közelebbi ismeretük. Ennélfogva sokan elhitték a film állításait, és több száz ember telefonált a stúdióba arról érdeklődvén, hogy hol lehet facsemetéket beszerezni. Ezeknek a BBC azt válaszolta, hogy egy spagettidarabot kell paradicsomszószos dobozba ültetni, majd remélni a legjobbakat.
A BBC-t sokan kritizálták a film komolytalansága miatt, ám a film végül úgy vonult be a történelembe, mint minden idők egyik legnagyszerűbb és legismertebb átverése.